# وست پارک (فلوریدا)
وست پارک (به انگلیسی: West Park) شهری در شهرستان برووارد ایالت فلوریدا است که در سال ۲۰۰۵ بنیان‌گذاری شده‌است. این شهر طبق سرشماری سال ۲۰۱۰ میلادی، ۱۴٬۱۵۶ نفر جمعیت داشته و مساحت آن نیز ۵٫۴ کیلومتر مربع است.